# Nasutitermes mexicanus
Nasutitermes mexicanus är en termitart som beskrevs av Light 1933. Nasutitermes mexicanus ingår i släktet Nasutitermes och familjen Termitidae. Inga underarter finns listade i Catalogue of Life.